# Metazygia adisi
Metazygia adisi är en spindelart som beskrevs av Levi 1995. Metazygia adisi ingår i släktet Metazygia och familjen hjulspindlar. Inga underarter finns listade i Catalogue of Life.